# Oversea-Chinese Banking Corporation
Oversea-Chinese Banking Corporation Limited (OCBC) — сингапурская финансовая корпорация. Второй крупнейший (после DBS Bank) банк не только Сингапура, но и всей Юго-Восточной Азии.

## История
Oversea-Chinese Banking Corporation («Банковская корпорация зарубежных китайцев») образовалась в 1932 году в результате слияния трёх банков китайской диаспоры в Сингапуре: Chinese Commercial Bank Limited (основанный в 1912 году), Ho Hong Bank Limited и Oversea-Chinese Bank Limited. После Второй мировой войны он стал одним из крупнейших банков не только Сингапура, но и Малайзии, также стал первым сингапурским банком, открывшим отделение в КНР. Открытая в 1976 году штаб-квартира банка OCBC Centre стала самым высоким зданием Юго-Восточной Азии на то время (198 м). В 2001 году был поглощён Keppel TatLee Bank, образовавшийся тремя годами ранее слиянием Tat Lee Bank с Keppel Bank, банков двух влиятельных сингапурских финансово-промышленных групп Tat Lee и Keppel. В 2009 году был куплен ING Asia Private Bank (переименованный в Bank of Singapore). Наращивание присутствия в КНР началось в 2006 году покупкой 12-процентной доли в Bank of Ningbo, а в 2014 году был куплен один из крупнейших банков Гонконга Wing Hang Bank, переименованный в OCBC Wing Hang Bank.

## Деятельность
Основные подразделения:
- Глобальный потребительский и частный банкинг (Global Consumer/Private Banking) — выручка 4 млрд, активы 127 млрд;
- Глобальный корпоративный и инвестиционный банкинг (Global Corporate/Investment Banking) — выручка 4 млрд, активы 162 млрд;
- Казначейские услуги и рынки (Global Treasury and Markets) — 1 млрд, активы 92 млрд;
- Страхование (Insurance) — страховые услуги в Сингапуре и Малайзии через группу Great Eastern Holdings, в которой у OCBC доля 87,9 %; выручка 1,5 млрд, активы 97 млрд.

Из выручки 10,1 млрд сингарурских долларов в 2020 году 6 млрд составил чистый процентный доход, 4 млрд пришлось на комиссионный доход. Выданные кредиты в 2020 году составили 263,5 млрд сингапурских долларов (из них около половины связаны со строительством и ипотекой), принятые депозиты — 314,9 млрд. Основным регионом деятельности является Сингапур, на него приходится 54 % выручки и 59 % активов; по 16 % выручки дают Малайзия и КНР, ещё 9 % — Индонезия.
В списке крупнейших публичных компаний мира Forbes Global 2000 за 2018 год корпорация заняла 284-е место.
| Год                 | 2003  | 2004  | 2005  | 2006  | 2007  | 2008  | 2009  | 2010  | 2011  | 2012  | 2013  | 2014  | 2015  | 2016  | 2017  | 2018  | 2019  | 2020  |
| ------------------- | ----- | ----- | ----- | ----- | ----- | ----- | ----- | ----- | ----- | ----- | ----- | ----- | ----- | ----- | ----- | ----- | ----- | ----- |
| Выручка             | 2,193 | 2,625 | 2,887 | 3,840 | 4,281 | 4,427 | 4,815 | 5,325 | 5,661 | 7,961 | 6,621 | 8,340 | 8,722 | 8,489 | 9,636 | 9,701 | 10,87 | 10,14 |
| Чистая прибыль      | 0,954 | 1,148 | 1,298 | 2,002 | 2,071 | 1,749 | 1,962 | 2,253 | 2,312 | 3,993 | 2,768 | 3,842 | 3,903 | 3,473 | 4,146 | 4,594 | 4,972 | 3,690 |
| Активы              | 84,50 | 121,9 | 134,7 | 151,2 | 174,6 | 181,4 | 194,3 | 229,3 | 277,8 | 295,9 | 338,4 | 401,2 | 390,2 | 409,9 | 454,9 | 467,5 | 491,7 | 521,4 |
| Собственный капитал | 10,06 | 11,23 | 12,34 | 13,40 | 15,68 | 15,87 | 18,97 | 20,79 | 22,57 | 25,80 | 25,12 | 31,10 | 34,55 | 37,01 | 39,01 | 42,14 | 47,16 | 49,62 |

## Дочерние компании
Банкинг
- Banco OCBC Weng Hang, S.A. (Макао, 100 %)
- Bank of Singapore Limited (Сингапур, 100 %)
- OCBC Al-Amin Bank Berhad (Малайзия, 100 %)
- OCBC Bank (Malaysia) Berhad (Малайзия, 100 %)
- OCBC Wing Hang Bank (China) Limited (КНР, 100 %)
- OCBC Wing Hang Bank Limited (Гонконг, 100 %)
- PT Bank OCBC NISP Tbk (Индонезия, 85 %)
- Bank of Ningbo Co., Ltd. (КНР, 20 %)

Страхование
- Great Eastern General Insurance Limited (Сингапур, 88 %)
- Great Eastern General Insurance (Malaysia) Berhad (Малайзия, 88 %)
- Great Eastern Life Assurance (Malaysia) Berhad (Малайзия, 88 %)
- The Great Eastern Life Assurance Company Limited (Сингапур, 88 %)

Управление активами
- Lion Global Investors Limited (Сингапур, 92 %)
- Great Eastern Holdings Limited (Сингапур, 88 %)

Брокерская контора
- OCBC Securities Private Limited (Сингапур, 100 %)